# Anapausoides longula
Anapausoides longula là một loài bọ cánh cứng trong họ Cerambycidae.